# Potentilla polyphylloides
Potentilla polyphylloides är en rosväxtart som beskrevs av Hiroshi Ikeda och H. Ohba. Potentilla polyphylloides ingår i Fingerörtssläktet som ingår i familjen rosväxter. Inga underarter finns listade i Catalogue of Life.